# Albert Ndongmo
Albert Ndongmo (Bafou, 26 september 1926 – Quebec, 29 mei 1992) was een Kameroens rooms-katholiek geestelijke en bisschop.
Hij werd in 1955 tot priester gewijd. Hij werd in 1964 benoemd tot bisschop van Nkongsamba. In 1970 werd hij gearresteerd door het regime van president Ahmadou Ahidjo. In een groot "rebellieproces" in januari 1970 werd hij samen met partijfunctionarissen van de verboden partij UPC (Union des Populations du Cameroun) ter dood veroordeeld door een militaire rechtbank. Er volgden ook doodvonnissen tegen andere betichten voor samenzwering tegen het leven van de president. Zijn straf werd onder buitenlandse druk omgezet in levenslang, terwijl andere veroordeelden waaronder Ernest Ouandié, werden geëxecuteerd. Ouandié en Ndongmo behoorden beiden tot het volk van de Bamileke, dat al tien jaar in opstand was tegen de Kameroense regering. 
Albert Ndongmo werd na vijf jaar gevangenisstraf vrijgelaten en leefde de rest van zijn leven in het buitenland. In 1973 had hij ontslag genomen als bisschop. Hij stierf in Canada.
- Bibliothèque nationale de France: cb118870977 (data)
- Gemeinsame Normdatei: 122635558
- International Standard Name Identifier: 0000 0001 1627 9841
- Library of Congress Control Number: n99908814
- Nederlandse Thesaurus van Auteursnamen: 148023029
- Système universitaire de documentation: 074533398
- Virtual International Authority File: 41835329
- WorldCat: E39PBJbM8vjCQdGwtYqFXvkRrq